# الكتب الخمسة
كتب الحديث الخمسة هم كتب السنن الأربعة لكل من سنن أبو داود جمعه الإمام أبو داود السجستاني وسنن الترمذي جمعه الإمام أبو عيسى محمد الترمذي وسنن النسائي جمعه الإمام أحمد بن شعيب النسائي وسنن ابن ماجه جمعه الإمام محمد بن ماجه ،و المسند للإمام أحمد بن حنبل، فحينما يقال رواه الخمسة يقصد بها رواه أحمد وأبو داود والنسائي والترمذي ومحمد بن ماجه.